# (812) Adèle
Pour les articles homonymes, voir Adèle.
(812) Adèle, désignation internationale (812) Adele, est un astéroïde de la ceinture principale.

## Description
(812) Adèle, désignation internationale (812) Adele, est un astéroïde de la ceinture principale découvert le 8 septembre 1915 par l'astronome russe Sergueï Beljawsky à Simeis. Sa désignation provisoire était 1915 XV.
L'astéroïde est nommé d'après un personnage de l'opérette La Chauve-Souris de Johann Strauss fils (1825-1899). 